# Sirhookera
Sirhookera – rodzaj roślin z rodziny storczykowatych (Orchidaceae). Obejmuje dwa gatunki, występujące w Indiach oraz na Sri Lance. Rośliny rosną na pniach oraz na gałęziach drzew w niewielkich koloniach, zazwyczaj na bardziej otwartych przestrzeniach z około 60% nasłonecznieniem. Rosną także na pokrytych mchem skałach, w górskich lasach obficie występują na obszarach, gdzie często występuje mgła. Kwitnienie występuje od maja do grudnia na Sri Lance oraz od sierpnia do września w Indiach.
Ciekawą cechą charakterystyczną rodzaju jest jednoczesne kwitnienie co roku na tym samym kwiatostanie.

## Morfologia
Pseudobulwy czubate, jeden lub dwa liście na szczecie. Kwiatostan trwały, dłuższy niż liście. Kwiaty posiadają cztery pyłkowiny, prętosłup prosty o długości płatków.

## Systematyka
Rodzaj sklasyfikowany do podplemienia Adrorhizinae w plemieniu Vandeae, podrodzina epidendronowe (Epidendroideae), rodzina storczykowate (Orchidaceae), rząd szparagowce (Asparagales) w obrębie roślin jednoliściennych.
Wykaz gatunków
- Sirhookera lanceolata (Wight) Kuntze
- Sirhookera latifolia (Wight) Kuntze